# Ageratum conyzoides
Espèce
Classification phylogénétique
Ageratum conyzoides est une espèce de plante à fleurs de la famille des Asteraceae et du genre Ageratum.

## Description

### Aspect général
Il s'agit d'une herbe annuelle, très odorante, à tige dressée mollement pubescente.

### Feuilles
Les feuilles sont souples, douces au toucher, opposées, ovales.

### Fleurs
L'espèce présente une cyme de capitules terminaux avec des fleurs mauve pâle, bleutées ou blanches comportant trois rangées de bractées oblongues, acuminées avec trois nervures bien marquées.

### Fruits
Les fruits sont des petits akènes devenant noirs à maturité, pubescents ou glabrescents.
Sa germination est hypogée. Ses graines exigent deux semaines pour germer.

## Usages
Au Gabon, cette plante est utilisée pour aider la cicatrisation des plaies, réduire les douleurs des femmes enceintes, les symptômes de la blennorragie, les rhumatismes et la fièvre.
A Madagascar, où elle est surnommée "brède des jeunes filles", elle est utilisée comme plante antitussive.
En Nouvelle-Calédonie, Ageratum conyzoides est surnommé "arnica kanak" et est utilisé en compresses pour soulager les entorses, les contusions et les plaies. Son huile essentielle est utilisée comme nématicide et antilarve.

## Caractère envahissant
L'espèce est envahissante en Australie tropicale, dans l’Océan Indien et en Océanie (en particulier en Nouvelle-Calédonie). On peut la rencontrer sur le bord des chemins, dans les friches et dans certains pâturages,. Les herbivores ne la mangent pas.